# قربط تكساني
قربط تكساني (الاسم العلمي: Filago texana) هو نوع من النباتات يتبع جنس القربط من الفصيلة النجمية.